# Plataforma MQB

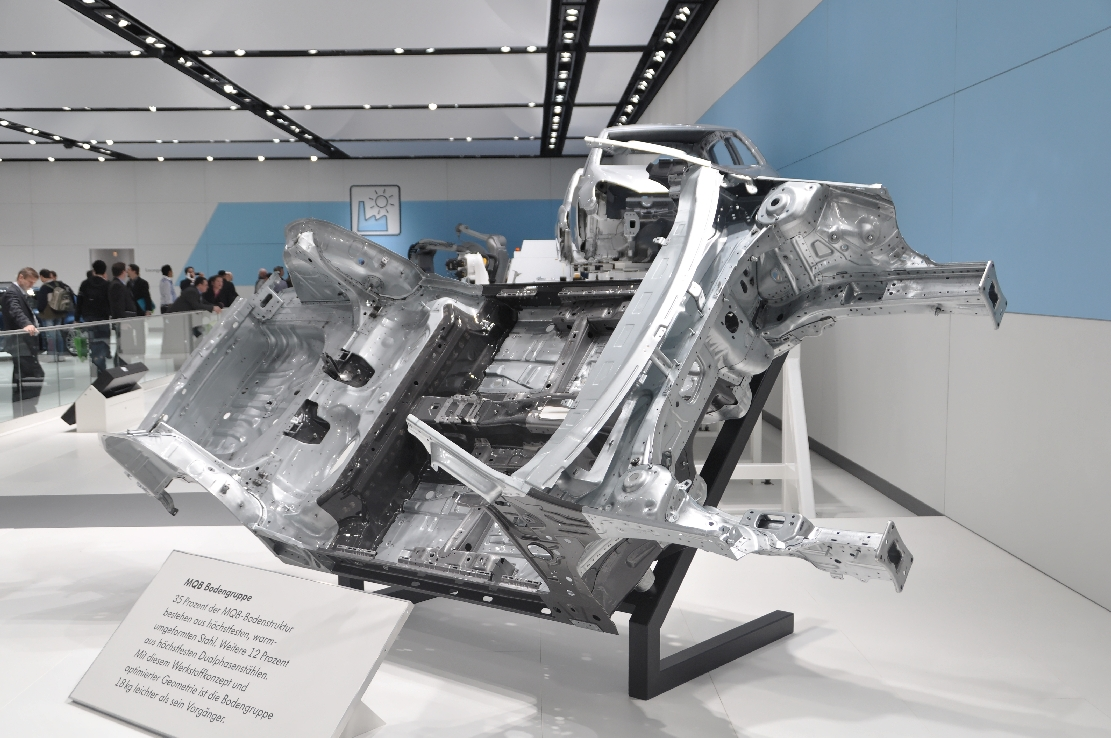
Plataforma MQB.

La sigla MQB (del alemán Modularer Querbaukasten, traducible como «bloque de construcción transversal modular» o «Plataforma Modular Transversal»), designa una plataforma de automóvil  del Grupo Volkswagen que se emplea para vehículos de los segmentos B, C y D con motor delantero transversal y tracción delantera o integral. El primer modelo basado en MQB en salir al mercado fue la tercera generación del Audi A3 en el año 2012. Su objetivo es garantizar la reusabilidad de componentes dentro del Grupo Volkswagen, independientemente de la marca y del segmento. Esto permite al fabricante aprovechar las economías de escala, simplificar el proceso de producción, fabricar diferentes modelos en una misma línea y disminuir el número de variantes de piezas.
Con el tiempo, se prevé que sustituya a las plataformas del consorcio PQ25, PQ35 y PQ46, pues la MQB es la sucesora de este concepto de plataformas utilizado desde 2005 por el Grupo Volkswagen.

## Características
La MQB estandariza cuatro familias de módulos: elementos eléctrico-electrónicos, carrocería, motores y trenes de rodaje. Cada marca puede diseñar sus vehículos variando la batalla, el ancho de eje y los voladizos anterior y posterior. La única cota invariable es, por tanto, la distancia entre los pedales y el centro de la rueda delantera. Se estima que se usará en más de 40 modelos de todo el Grupo Volkswagen. De promedio, los vehículos MQB son como mínimo 40 kilogramos más ligeros que sus predecesores. Sobre base MQB también es posible fabricar vehículos híbridos, eléctricos y CNG.
En 2017 apareció la segunda generación de la plataforma, que incluye las derivadas para vehículos pequeños (Segmento B), denominada MQB-A0, y para vehículos grandes, denominada MQB-A2.
Su equivalente para motores delanteros longitudinales, la MLB o Modularer Längsbaukasten, la utilizan algunas marcas del Grupo Volkswagen desde 2007.
En 2019 se empezaron a desarrollar nuevos modelos bajo una nueva generación denominada MQB evo.

## Vehículos basados en la plataforma MQB

### MQB
Primera generación de MQB. Comenzó en 2012 con la tercera generación del A3.
| Fabricante | Serie                     |
| ---------- | ------------------------- |
| Audi       | Audi A3 8V                |
| Audi       | Audi Q2 GA                |
| Audi       | Audi TT FV                |
| SEAT       | SEAT León III             |
| Škoda      | Škoda Octavia III         |
| Škoda      | Škoda Superb III          |
| Volkswagen | Volkswagen Arteon         |
| Volkswagen | Volkswagen Atlas          |
| Volkswagen | Volkswagen Golf VII       |
| Volkswagen | Volkswagen Golf Sportsvan |
| Volkswagen | Volkswagen Jetta VII      |
| Volkswagen | Volkswagen Lamando        |
| Volkswagen | VW Magotan III            |
| Volkswagen | Volkswagen Passat B8      |
| Volkswagen | Volkswagen Touran II      |

### MQB-Ax
Segunda generación de MQB. Comenzó en 2017 con la nueva generación del Seat Ibiza.
| Fabricante | Serie                       | Plataforma MQB-Ax |
| ---------- | --------------------------- | ----------------- |
| Audi       | Audi A1 (GB)                | MQB-A0            |
| Audi       | Audi Q2 (GA)                | MQB-A0            |
| Audi       | Audi A3 (8Y)                | MQB-A1            |
| Audi       | Audi Q3 (F3)                | MQB-A1            |
| Seat       | SEAT Ibiza V (KJ)           | MQB-A0            |
| Seat       | SEAT Arona                  | MQB-A0            |
| Seat       | SEAT León IV (KL)           | MQB-A1            |
| Seat       | SEAT Ateca                  | MQB-A1            |
| Seat       | SEAT Tarraco                | MQB-A2            |
| Škoda      | Škoda Karoq                 | MQB-A1            |
| Škoda      | Škoda Kodiaq                | MQB-A2            |
| Škoda      | Škoda Scala                 | MQB-A0            |
| Škoda      | Škoda Kamiq                 | MQB-A0            |
| Škoda      | Škoda Fabia IV              | MQB-A0            |
| Volkswagen | Volkswagen Polo VI          | MQB-A0            |
| Volkswagen | Volkswagen T-Cross          | MQB-A0            |
| Volkswagen | Volkswagen Virtus           | MQB-A0            |
| Volkswagen | Volkswagen Nivus            | MQB-A0            |
| Volkswagen | Volkswagen Golf VIII (CD)   | MQB-A1            |
| Volkswagen | Volkswagen Jetta VII        | MQB-A1            |
| Volkswagen | Volkswagen Taos (Tharu)     | MQB-A1            |
| Volkswagen | Volkswagen Tiguan II        | MQB-A2            |
| Volkswagen | Volkswagen Tayron           | MQB-A2            |
| Volkswagen | Volkswagen Atlas (Teramont) | MQB-A2            |